# Estación de Louriçal
La Estación Ferroviaria de Louriçal, igualmente conocida como Estación de Louriçal, es una plataforma ferroviaria de la Línea del Oeste y del Ramal del Louriçal, que sirve al ayuntamiento de Pombal, en el distrito de Leiría, en Portugal.

## Características

### Localización y accesos
Se encuentra junto a la localidad de Marinha das Ondas, teniendo acceso por la Calle das Mós.

### Características físicas
En enero de 2011, tenía tres vías de circulación, con 472 y 600 metros de longitud; las plataformas tenían 125 y 137 metros de extensión, mostrando 40 y 45 centímetros de altura.

## Historia

### Apertura al servicio
Esta plataforma se encuentra en el tramo entre las estaciones de Leiría y Figueira da Foz de la Línea del Oeste, que abrió a la explotación pública el 17 de julio de 1888.